# Trinta-réis-anão
O trinta-réis-anão ou trinta-réis-pequeno (Sternula superciliaris), um ave caradriiforme da família dos larídeos, recorrente das Guianas à Argentina, Bolívia e Colômbia. Tais aves chegam a medir até 25 cm de comprimento e possuem, durante o período reprodutivo, bico amarelado e extremidade das asas anegradas. Também são conhecidas pelo nome de trinta-réis-pequeno.